# Marco Garcés
Marco Antonio Garcés Ramírez (Ciudad de México, México, 7 de noviembre de 1972) es un exjugador de fútbol mexicano. Se desempeñaba como Mediocampista.
Militó en equipos de la Primera División de México como Cruz Azul, Tecos, Club Deportivo Guadalajara y Club de Fútbol Pachuca. Campeonó a nivel Liga con el Cruz Azul en el torneo Invierno 1997, y el Pachuca en los torneos invierno 1999, Apertura 2001 y Apertura 2003. Además llegó a ser jugador de nivel selección mexicana, con la que disputó la Copa Oro 2002. 
Estudió la carrera de Ciencia y Fútbol. Fue director de operaciones de Los Angeles Football Club. En diciembre de 2023, el Celta de Vigo anunció a Garcés como su nuevo Director Deportivo.

## Clubes
| Club                | País                | Año         | Partidos | Goles | Media |
| ------------------- | ------------------- | ----------- | -------- | ----- | ----- |
| Cruz Azul           | México              | 1994 - 1997 | 50       | 3     | 0.06  |
| Tecos de la UAG     | México              | 1998        | 14       | 1     | 0.07  |
| Guadalajara         | México              | 1999        | 2        | 0     | 0     |
| Pachuca             | México              | 1999 - 2003 | 133      | 5     | 0.04  |
| Cruz Azul           | México              | 2004 - 2005 | 21       | 0     | 0     |
| Total en su carrera | Total en su carrera | 1994 - 2005 | 220      | 9     | 0.04  |

## Selección nacional

### Participaciones en Copa Oro
| Copa                            | Sede           | Resultado        |
| ------------------------------- | -------------- | ---------------- |
| Copa de Oro de la Concacaf 2002 | Estados Unidos | Cuartos de final |

### Partidos internacionales
| # | Fecha               | Rival         | Sede      | Estadio           | Resultado | Competición                     |
| - | ------------------- | ------------- | --------- | ----------------- | --------- | ------------------------------- |
| 1 | 19 de enero de 2002 | El Salvador   | Pasadena  | Estadio Rose Bowl | 1-0       | Copa de Oro de la Concacaf 2002 |
| 2 | 21 de enero de 2002 | Guatemala     | Pasadena  | Estadio Rose Bowl | 3-0       | Copa de Oro de la Concacaf 2002 |
| 3 | 26 de enero de 2002 | Corea del Sur | Pasadena  | Estadio Rose Bowl | 0-0       | Copa de Oro de la Concacaf 2002 |
| 4 | 13 de marzo de 2002 | Albania       | San Diego | Qualcomm Stadium  | 4-0       | Amistoso                        |

### Goles internacionales
| # | Fecha               | Rival     | Marcador | Resultado | Competición                     |
| - | ------------------- | --------- | -------- | --------- | ------------------------------- |
| 1 | 21 de enero de 2002 | Guatemala | 2-0      | 3-0       | Copa de Oro de la Concacaf 2002 |